# Sattahip
Sattahip è una cittadina della Thailandia situata nella costa nord orientale del Golfo di Thailandia, posta 160 km a sud est di Bangkok, vicino al centro turistico di Pattaya.

## Geografia antropica

### Suddivisioni amministrative

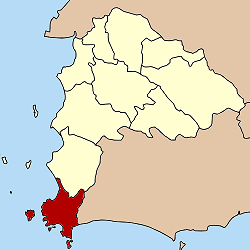
Distretto di Sattahip nella provincia di Chonburi

Sattahip è la principale municipalità del Distretto di Sattahip, uno degli 11 che formano la Provincia di Chonburi. Il distretto è suddiviso in 5 sottodistretti (tambon), che a loro volta comprendono un totale di 41 villaggi (muban).

## Luoghi di interesse
A Sattahip si trova la più importante base navale della Reale Marina Militare Thailandese, ed è il porto di attracco per la portaerei HTMS Chakri Naruebet, nave ammiraglia della flotta nazionale.
Nei pressi del centro cittadino sorge l'aeroporto Internazionale di U-Tapao, utilizzato dalla Aeronautica Militare Statunitense durante la guerra del Vietnam. La struttura serve oggi Sattahip e la zona limitrofa come aeroporto internazionale, ed è anche la base del primo stormo della Reale Marina Militare Thailandese.